# Herb Elliott
Herb Elliott, född den 25 februari 1938, är en medeldistanslöpare från Australien. Han blev mästare på 1500 m vid olympiska sommarspelen 1960 i Rom på världsrekordtiden 3.35,6. Det gamla rekordet på 3.36,0 innehade han själv och sattes på Ullevi i Göteborg. Elliott var under sin karriär obesegrad på såväl en engelsk mil som på 1 500 meter och vann på dessa distanser 44 lopp i följd. Trots att hans vinnartid i Rom presterades på kolstybbsbana, var den så förnämlig att den hade räckt till guld i Seoul 1988, Barcelona 1992 och Atlanta 1996. 
I augusti 1958 satte han nytt världsrekord på en engelsk mil med tiden 3.54,5, en förbättring med 2,7 sekunder, och på 1500 meter med tiden 3.36,0, en putsning med 2,1 sekunder. Han sprang den så kallade drömmilen vid 17 tillfällen. Många olympiska idrottsmän vann fler guldmedaljer än Herb Elliott, men få har uppvisat en sådan absolut auktoritet inom en sportgren, som denne gjorde på medeldistanslöpning under åren 1957 till 1961.